# P.I.M.P.
P.I.M.P. (englisch Pimp für „Zuhälter“) ist ein Lied des US-amerikanischen Rappers 50 Cent, dessen Remix er zusammen mit den Rappern Snoop Dogg, Lloyd Banks und Young Buck aufnahm. Der Song ist die vierte Singleauskopplung seines ersten Studioalbums Get Rich or Die Tryin’ und wurde am 12. August 2003 veröffentlicht.

## Inhalt
| Liedteil   | Künstler    |
| Refrain    | 50 Cent     |
| 1. Strophe | 50 Cent     |
| 2. Strophe | Snoop Dogg  |
| 3. Strophe | Lloyd Banks |
| 4. Strophe | Young Buck  |

P.I.M.P. ist thematisch dem Gangsta-Rap zuzuordnen. Darin verherrlicht 50 Cent das Leben eines Pimps. So rappt er in der Rolle des lyrischen Ichs über Reichtum, Luxusmarken und seinen ausschweifenden Lebensstil. Dank seines Geldes komme er in Kontakt mit zahlreichen Frauen, die er schließlich zur Prostitution zwinge. Auf der Remixversion des Songs sind statt der zweiten und dritten Strophe von 50 Cent die Rapper Snoop Dogg, Lloyd Banks und Young Buck mit eigenen Strophen vertreten. Auch sie rappen über Frauen und Zuhälterei.

“I don’t know what you heard about me

But a bitch can’t get a dollar out of me

No Cadillac, no perms, you can’t see

That I’m a motherfuckin’ P-I-M-P”

## Produktion
Der Song wurde von dem US-amerikanischen Musikproduzenten Mr. Porter produziert, der zusammen mit 50 Cent, Snoop Dogg, Lloyd Banks und Young Buck auch den Text schrieb.

## Musikvideo
Bei dem zu P.I.M.P. (Remix) gedrehten Musikvideo führte der US-amerikanische Regisseur Chris Robinson Regie. Auf YouTube verzeichnet das Video über 370 Millionen Aufrufe (Stand Juni 2020).
Zu Beginn hört 50 Cent in seinem Schlafzimmer Musik auf seinem iPod, während er von drei leicht-bekleideten Frauen umgeben ist, die ihn massieren und einkleiden. Schließlich verlässt er, komplett in Weiß gekleidet, seine Suite, gefolgt von den Frauen. Er fährt in einem Luxusauto vor einer Villa vor, in der sich eine Gruppe reicher Männer, unter Vorsitz von Snoop Dogg, befindet. Die Gruppe nennt sich “Pimp Legion of Doom” und 50 Cent bewirbt sich um die Aufnahme in ihren Kreis, indem er ihnen seinen goldenen “Magic Stick” zeigt. Anschließend rappen neben 50 Cent auch Snoop Dogg, Lloyd Banks und Young Buck in bzw. vor der Villa zwischen leicht-bekleideten Frauen, von denen in der unzensierten Version des Videos auch einige oben ohne zu sehen sind. Am Ende des Videos wird 50 Cent feierlich in die “Pimp Legion of Doom” aufgenommen.
Bei den MTV Video Music Awards 2004 wurde P.I.M.P. (Remix) in der Kategorie Best Rap Video nominiert, unterlag jedoch dem Video zu 99 Problems von Jay-Z.

## Single

### Covergestaltung
Das Singlecover zeigt 50 Cent, der den Betrachter ansieht. Er trägt eine blaue Weste sowie teuren Schmuck und hält ein Bündel Geldscheine in der Hand. Links im Bild befinden sich der Schriftzug 50 Cent in Grau und der Titel P.I.M.P. in Weiß.

### Titelliste
1. P.I.M.P. – 4:09
2. P.I.M.P. Remix (feat. Snoop Dogg, Lloyd Banks und Young Buck) – 4:48
3. 8 More Miles (feat. G Unit) – 3:44
4. P.I.M.P. (Video) – 5:00

### Chartplatzierungen
P.I.M.P. stieg am 13. Oktober 2003 auf Platz 14 in die deutschen Charts ein und erreichte zwei Wochen später mit Rang 5 die höchste Position. Insgesamt konnte sich der Song 17 Wochen lang in den Top 100 halten, davon vier Wochen in den Top 10. In den deutschen Jahrescharts 2003 belegte die Single Platz 57. Die beste Platzierung erreichte das Lied mit jeweils Rang 2 in Australien und Neuseeland. Ebenfalls die Top 10 erreichte P.I.M.P. unter anderem in den Vereinigten Staaten, der Schweiz, Norwegen, dem Vereinigten Königreich, Dänemark, Schweden, den Niederlanden, Italien und Finnland.
| ChartsChartplatzierungen       | Höchstplatzierung | Wochen |
| ------------------------------ | ----------------- | ------ |
| Deutschland (GfK)              | 5 (17 Wo.)        | 17     |
| Österreich (Ö3)                | 12 (17 Wo.)       | 17     |
| Schweiz (IFPI)                 | 4 (28 Wo.)        | 28     |
| Vereinigte Staaten (Billboard) | 3 (25 Wo.)        | 25     |
| Vereinigtes Königreich (OCC)   | 5 (16 Wo.)        | 16     |

| ChartsJahrescharts (2003)      | Platzierung |
| ------------------------------ | ----------- |
| Deutschland (GfK)              | 57          |
| Schweiz (IFPI)                 | 27          |
| Vereinigte Staaten (Billboard) | 21          |

| ChartsJahrescharts (2004) | Platzierung |
| ------------------------- | ----------- |
| Schweiz (IFPI)            | 87          |

### Auszeichnungen für Musikverkäufe
P.I.M.P. wurde 2023 für mehr als 450.000 Verkäufe in Deutschland mit dreifachem Gold ausgezeichnet. In den Vereinigten Staaten erhielt die Single eine dreifache Platin-Schallplatte für über drei Millionen verkaufte Einheiten, der zugehörige Klingelton erhielt Gold für 500.000 Verkäufe.

| Land/Region                  | Auszeichnungen für Musikverkäufe (Land/Region, Auszeichnung, Verkäufe) | Verkäufe  |
| ---------------------------- | ---------------------------------------------------------------------- | --------- |
| Australien (ARIA)            | Platin                                                                 | 70.000    |
| Brasilien (PMB)              | Platin                                                                 | 60.000    |
| Dänemark (IFPI)              | Platin                                                                 | 90.000    |
| Deutschland (BVMI)           | 3× Gold                                                                | 450.000   |
| Griechenland (IFPI)          | Gold                                                                   | 10.000    |
| Italien (FIMI)               | Platin                                                                 | 100.000   |
| Neuseeland (RMNZ)            | 4× Platin                                                              | 120.000   |
| Norwegen (IFPI)              | Gold                                                                   | 5.000     |
| Spanien (Promusicae)         | Gold                                                                   | 30.000    |
| Vereinigte Staaten (RIAA)    | 3× Platin (Single) · + Gold (Mastertone)                               | 3.500.000 |
| Vereinigtes Königreich (BPI) | 2× Platin                                                              | 1.200.000 |
| Insgesamt                    | 5× Gold · 14× Platin ·                                                 | 5.635.000 |

Hauptartikel: 50 Cent/Auszeichnungen für Musikverkäufe